# الفرحانية
الفرحانية هي قرية تقع غرب مدينة حائل على بعد حوالي 87 كم على مفترق طريق حبران من طريق حائل /العلا، وتعد من أكبر قرى السويد من حيث الكثافة السكانيه والمساحة، ويوجد بها أكثر من 250 منزلاً وحوالي 6000 نسمه.
تأسست قرية الفرحانيه في 28/8/1391هـ وسميت بهذا الأسم نسبة للعم / فرحان بن سويلم بن مريقب السويدي -يرحمه الله- وهو الأخ الأكبر لأمير القرية لكونه هو الذي قام بشراء أرض القرية من مالكها السابق.